# William Garbutt
William Thomas Garbutt (ur. 9 stycznia 1883 w Hazel Grove, zm. 24 lutego 1964 w Warwick) – angielski piłkarz występujący na pozycji napastnika. Trener piłkarski.

## Kariera piłkarska
W trakcie kariery Garbutt reprezentował barwy klubów Reading, Woolwich Arsenal oraz Blackburn Rovers.

## Kariera trenerska
Garbutt karierę rozpoczął w 1912 roku we włoskiej drużynie Genoa CFC. W ciągu 15 lat wywalczył z nią trzy mistrzostwa Włoch (1915, 1923, 1924) oraz cztery wicemistrzostwa Włoch (1913, 1914, 1922, 1925). Następnie prowadził AS Romę oraz SSC Napoli, a od 1935 roku hiszpański Athletic Bilbao. W 1936 roku zdobył z nim mistrzostwo Hiszpanii. W 1937 roku wrócił do Włoch, gdzie został trenerem Milanu. Jednak jeszcze w tym samym roku ponownie objął stanowisko szkoleniowca Genoi. Prowadził ją do roku 1939, a potem jeszcze raz, w latach 1946-1948.

## Osiągnięcia

### Zawodnicze
Blackburn Rovers
- Puchar Lancashire: 1909, 1911

### Trenerskie
FC Genoa
- Mistrzostwo Włoch: 1915, 1923, 1924

AS Roma
- Coppa Coni: 1928

Athletic Bilbao
- Mistrzostwo Hiszpanii: 1936